# Litsea morrisonensis
Litsea morrisonensis là loài thực vật có hoa trong họ Nguyệt quế. Loài này được Hayata miêu tả khoa học đầu tiên năm 1911.